# Aleuritideae
Aleuritideae es una tribu de la subfamilia Crotonoideae, perteneciente a la familia Euphorbiaceae. Comprende 6 subtribus y 17 géneros.
Subtribu Aleuritinae
- Aleurites
- Reutealis
- Vernicia

Subtribu Benoistiinae
- Benoistia

Subtribu Crotonogyninae
- Crotonogyne
- Cyrtogonone
- Manniophyton

Subtribu Garciinae
- Garcia

Subtribu Grosserinae
- Anomalocalyx
- Cavacoa
- Grossera
- Neoholstia
- Sandwithia
- Tannodia
- Tapoides

Subtribu Neoboutoniinae
- Neoboutonia